# Brookesia nana
Brookesia nana, også kendt som nano-kamæleon, er en art af kamæleon som er endemisk til regnskove i bjergene i det nordlige Madagaskar. Den er videnskabeligt beskrevet i 2021 og er måske verdens mindste krybdyr. I modsætning til nogle kamæleoner kan Brookesia nana ikke ændre farve.
Arten blev opdaget af herpetologen Frank Glaw og andre tyske forskere i 2021 i regnskoven på Sorata-massivet i det nordlige Madagaskar. Brookesia nana er ikke trælevende, men lever på skovbunden. Det er sandsynligt, at arten er truet på grund af skovrydning på Madagaskar. Miniaturisme menes at udvikle sig på grund af tab af levesteder.

## Beskrivelse
Nano-kamæleonen har en plettet brun farve. Voksne hanner er 22 mm lange inklusive hale, mens hunnerne er lidt større med 29 mm. Det er normalt for Brookesia-arter at hunnerne generelt større end hannerne. De fleste hvirveldyr vokser, når de udvikler sig, men nano-kamæleonen gør ikke. Årsagen til den manglende vækst kendes ikke.